# Nicola Kagoro
Pour les articles homonymes, voir Kagoro et Cola (homonymie).
Nicola Kagoro, aussi connue sous le nom de Nicola Kavhu ou Chef Cola, est une cheffe cuisinière africaine originaire du Zimbabwe, fondatrice du mouvement afro-vegan,.

## Biographie
Née au Zimbabwe, elle grandit à New York puis fait des études entre 2011 et 2014 dans l'hôtellerie à l'international Hotel School au Cap en Afrique du sud ou elle commence à cuisiner. Au Cap, elle quitte ses études pour travailler au restaurant « Plant cafe » ou elle apprend le véganisme et la cuisine à base de plantes. Elle rentre ensuite à Harare au Zimbabwe où elle fonde, en 2016, African Vegan on a budget, société de catering diffusant la culture vegan en Afrique,.

## Engagement contre le braconnage
En plus de son engagement en faveur du véganisme, Nicola Kagoro est engagée contre le braconnage. Elle accompagne l'unité « d'élite » de ranger féminine anti-braconnage Akashinga de l'International Anti-Poaching Foundation (en), pour laquelle elle installe une cuisine de camps vegan,.